# I'm Your Man
I'm Your Man — восьмий студійний альбом канадського автора та виконавця пісень Леонарда Коена, представлений 2 лютого 1988 року на лейблі Columbia Records.
Платівка очолила норвезький чарт та досягла 48 позиції у Великій Британії. Диск отримав «золотий» статус у Канаді та «срібний» — у Великій Британії; зайняв 51 позицію у списку «100 найкращих альбомів 1980-х» за версією видання Pitchfork.

## Про альбом
На цьому альбомі Коен активно розвиває своє захоплення синтезатором, який можна було почути у попередньому альбомі Various Positions; цей інструмент звучить тут вже у всіх піснях. Створюючи текст композиції «Everybody Knows», Леонард вперше співпрацює із Шерон Робінсон, котра із часом стане його постійним співавтором. Назву I'm Your Man музикант використовує і після цієї роботи. Перший триб'ют-альбом, записаний різними музикантами, має співзвучну назву — «I'm Your Fan». На ньому, окрім інших, свою повагу засвідчив Нік Кейв, який виконав пісню «Tower of Song». У 2006 році вийшов документальний фільм про Леонарда — «Leonard Cohen: I'm Your Man», де Кейв вже виконав заголовну композицію, а сам Коен заспівав «Tower of Song» дуетом із Боно. У 2005 році Том Вейтс назвав I'm Your Man своїм одним із улюблених альбомів.

## Список композицій
| #     | Назва                     | Тривалість |
| ----- | ------------------------- | ---------- |
| 1.    | «First We Take Manhattan» | 6:01       |
| 2.    | «Ain’t No Cure for Love»  | 4:50       |
| 3.    | «Everybody Knows»         | 5:36       |
| 4.    | «I’m Your Man»            | 4:28       |
| 5.    | «Take This Waltz»         | 5:59       |
| 6.    | «Jazz Police»             | 3:53       |
| 7.    | «I Can’t Forget»          | 4:31       |
| 8.    | «Tower of Song»           | 5:37       |
| 40:41 |                           |            |